# Esmeralda (série télévisée, 1997)
Pour les articles homonymes, voir Esmeralda.
Esmeralda est une telenovela mexicaine diffusée en 1997 sur Canal de las Estrellas.

## Distribution
- Leticia Calderón - Esmeralda Peñarreal de Velasco de Peñarreal
- Fernando Colunga - José Armando Peñarreal de Velasco
- Laura Zapata - Fátima Linares Vda. de Peñarreal (méchant principal, devient bon)
- Nora Salinas : Graciela "Gracielita" Peñarreal Linares Vda. de Valverde (amour meurt dans les bras de Adrián)
- Alejandro Ruiz : Adrián Lucero
- Enrique Lizalde - Don Rodolfo Peñarreal
- Raquel Morell : Doña Blanca de Velasco de Peñarreal
- Alberto Ortiz : José Rodolfo Peñarreal Peñarreal
- Ana Patricia Rojo : Georgina Pérez-Montalvo (méchant, à court d'amour de José Armando)
- Salvador Pineda : Dr. Lucio Malaver '(méchant principal, meurt de sa maladie)
- Ignacio López Tarso : Melesio "El Bobo Melesio"
- Juan Pablo Gamboa : Dr. Álvaro Lazcano '(perd l'amour de Esmeralda)
- Gustavo Rojo : Dr. Bernardo Pérez-Montalvo (meurent de leur maladie)
- Raquel Olmedo : Dominga
- Rosita Pelayo : Hilda
- Irán Eory (†) : Sor Piedad
- Natasha Dupeyrón : Esmeralda (jeune)
- Noé Murayama (†) : Fermín
- Elsa Cárdenas  Hortensia Lazcano
- Raúl Padilla "Choforo" : Trolebús
- Dina de Marco (†) : Crisanta
- Raquel Pankowsky : Juana
- Elsa Navarrete : Aurora "Aurorita"
- Esther Rinaldi : Flor de la Caridad "Florecita" Lucero
- Juan Carlos Serrán : Dionisio Lucero #1
- Rafael Amador : Dionisio Lucero #2
- María Luisa Alcalá : Doña Socorro "Socorrito"
- Rafael del Villar : Sebastián Robles-Gil
- Sergio Jurado : Licenciado Joaquín Estrada
- Gustavo Aguilar : Anuar
- Gabriela Aponte : Benita
- Alejandro Ávila : Diseñador
- Eduardo Cáceres : Femio
- José Antonio Coro : Licenciado Díaz Mirón
- Roberto D'Amico : Gustavo Valverde
- Gabriela del Valle : Zoila
- Odín Dupeyrón : Gabino
- Paola Flores : Tomasa
- Dacia González : Rita Valverde
- Isadora González : Tania
- Jesús Lara : Tomás
- Alma Rosa López Lotfe : Maribel
- Melba Luna : Epifanía
- Lorena Martínez : Sor Lucila
- Fabrizio Mersini : Luis
- María Morena : Doris Camacho
- Genoveva Moreno : Zenaida
- Úrsula Murayama : Jacinta
- Genoveva Pérez : Eufrasia
- Jaime Puga : Lino
- Carlos Ramírez : Dr. Ramos
- Juan Ríos Cantú : Claudio
- José Luis Rojas : Eleno
- Mauricio Rubi : Facundo
- Roberto Ruy : Indio Ofelio
- Dolores Salomón "Bodokito" : Tula
- Gabriela Salomón : Petra
- Cuco Sánchez (†) : Don Cuco
- Alberto Santini : Ignasio "Nacho"
- Irma Torres : Altagracia
- Marco Uriel : Emiliano Valverde
- Horacio Vera : Ciriaco
- Daniel Salazar : Mayordomo
- Nicky Mondellini : Dra. Rosario Muñoz
- Enrique Marine : Juanito
- Claudio Rojo : Dr. Valdivia

## Diffusion internationale
| Pays                   | Chaîne                 | Titre     | Série première |
| ---------------------- | ---------------------- | --------- | -------------- |
| Mexique                | Canal de las Estrellas | Esmeralda | 5 mai 1997     |
| Mexique                | TLNovelas              | Esmeralda |                |
| Espagne                | La 1                   | Esmeralda |                |
| Espagne                | Localia                | Esmeralda |                |
| Espagne                | Hogar 10               | Esmeralda |                |
| Brésil                 | SBT                    | Esmeralda |                |
| Bulgarie               | Nova Television        | Есмералда | 1999 – 2000    |
| Bulgarie               | 7 dni                  | Есмералда | 2002           |
| Croatie                | HRT                    | Esmeralda |                |
| Croatie                | Doma TV                | Esmeralda |                |
| Macédoine              | MRT                    |           |                |
| Bosnie-Herzégovine     | Mreža Plus             |           |                |
| Pérou                  | América Televisión     | Esmeralda |                |
| République dominicaine | Telemicro              | Esmeralda |                |
| Équateur               | Gama TV                | Esmeralda |                |
| Colombie               | Canal Uno              | Esmeralda |                |
| Paraguay               | SNT                    | Esmeralda | 1998           |
| Paraguay               | Telefuturo             | Esmeralda | 2006           |
| Chili                  | Mega                   | Esmeralda |                |
| Chili                  | La Red                 | Esmeralda |                |
| Serbie                 | RTV Pink               | Есмералда |                |
| Monténégro             | Pink M                 |           |                |
| Slovénie               | POP TV                 |           |                |
| Pologne                | TVN                    | Esmeralda |                |
| Venezuela              | Venevisión             | Esmeralda |                |
| Italie                 | Lady Channel           | Esmeralda |                |
| Italie                 | Rete 4                 | Esmeralda |                |
| Italie                 | Telenorba              | Esmeralda |                |
| Argentine              | Telefe                 | Esmeralda |                |
| Hongrie                | Story TV               |           |                |

## Autres versions
- Esmeralda est une telenovela vénézuélienne de 1970
- Topacio est une telenovela vénézuélienne de 1984
- Esmeralda est une telenovela brésilienne de 2004

### Sources
- (es) Cet article est partiellement ou en totalité issu de l’article de Wikipédia en espagnol intitulé « Esmeralda (telenovela mexicana) » (voir la liste des auteurs).